# Samuel Wallace MacDowell
Samuel Wallace MacDowell III, o Conselheiro MacDowell (Olinda, 26 de maio de 1843 – Paris, 16 de agosto de 1908) foi um militar, advogado, magistrado, político, e jornalista brasileiro. Um dos sócios-fundadores do Instituto Histórico e Geográfico do Pará em 1900.
Filho de pai homônimo, Samuel Wallace MacDowell (formado na Faculdade de Direito de Olinda) e de Maria Vicência Clara de Sá, era neto de um comerciante escocês. Ficou órfão de pai e mãe com um ano e oito meses de idade, sendo levado ao Pará, para ser criado pela avó francesa Marie Checks. Em 1860, assentou praça no Terceiro Batalhão de Artilharia, entretanto por problemas de saúde não pode prosseguir na carreira e ingressou na Faculdade de Direito do Recife, ao mesmo tempo em que lecionava nos colégios locais. 
Casou-se em 1869 com Ana Augusta da Gama e Costa, com quem teve nove filhos: Anna, casada com o industrial Carlos Brício da Costa; Samuel, advogado, casado com Dolores do Rêgo Barros; Affonso, médico, casado com Emília de La Rocque; José Maria, advogado e jornalista, casado com Georgina Cunha; Francisco, padre secular; Maria Vincência, casada com advogado e deputado Antônio dos Passos Miranda; Frederico Luís, médico, casado com Sílvia Paranhos; Delfina e Sara, ambas religiosas da Congregação Sacramentina de Paris.
Bacharelou-se em 1867, retornando a Belém como advogado. Ingressou logo em seguida no Partido Liberal, além de trabalhar, como jornalista, no Jornal Amazonas e no Liberal do Pará, fundou também o A Regeneração.
Elegeu-se deputado provincial, em 1881, já no Partido Conservador. Foi deputado geral de 1886 a 1889, sendo nomeado, no Gabinete Cotegipe, ministro da Marinha, em 1886, quando criou a Escola Naval. Após onze meses na pasta, passou a Ministro da Justiça
Foi agraciado em 12 de junho de 1886 por Dom Pedro II com o título de Conselheiro do Império. Foi o conselheiro Mac-Dowell quem nomeou a primeira comissão para tratar da redação do Código Civil. Foi ele também quem providenciou as reformas de base nas casas de correção e detenção, além de ter defendido o bispo dom Macedo Costa na Questão Religiosa, na década de 1870.
Na proclamação da República foi convidado por Rui Barbosa e por Lauro Sodré para dela participar. Esquivou-se declarando-se vencido, mas não convencido. Após a queda do Império seguiu para Belém do Pará a fim de regularizar assuntos pessoais e de família, onde ajudou a elaborar a Constituição estadual e foi presidente da comissão de limites entre o Pará e o Amazonas. Em seguida deixou o Brasil exilando-se por livre opção em Paris onde viveu até o final de seus dias, com modéstia, dando aulas para prover seu sustento, em companhia de sua esposa D. Ana Augusta e três de seus filhos menores. Em Paris manteve até sua morte os vínculos de amizade e lealdade que sempre teve para Dom Pedro II e a família imperial.
Doente, procurou tratamento na França, em 1908, tendo falecido, em Paris, de síncope cardíaca.
Frederico Luís MacDowell e Sílvia Paranhos tornaram-se avós do compositor brasileiro João MacDowell, conhecido por seu trabalho junto a International Brazilian Opera Company (IBOC).